# دفاع جزئي
في الأنظمة القانونية القائمة على القانون العام، فإن الدفاع الجزئي (بالإنجليزية: Partial defence)‏ هو دفاع [الإنجليزية] لا يعفي المتهم تمامًا من الذنب. قد يكون الادعاء بالدفاع عن النفس [الإنجليزية]، على سبيل المثال، دفاعًا كاملاً في تهمة القتل العمد، مما يؤدي إلى البراءة؛ أو قد يكون دفاعًا جزئيًا، مما يؤدي إلى الإدانة إلى حكم أقل، مثل قتل غير العمد [الإنجليزية].
في إنجلترا وويلز، قد يؤدي الدفاع الناجح عن دفاع جزئي عن جريمة القتل إلى تقليل الإدانة إلى القتل غير العمد الطوعي [الإنجليزية] . هناك ثلاثة أنواع من الدفاع الجزئي، فقدان السيطرة، والمسؤولية المخفضة [الإنجليزية] واتفاق الانتحار. ولا يمكن تطبيق هذه الدفوع إلا على تهمة القتل العمد وفقًا للمادة (54) من قانون الطب الشرعي والعدالة لعام 2009 [الإنجليزية].